# Parówka (zabieg kosmetyczny)
Parówka – zabieg kosmetyczny stosowany na skórę twarzy w celu jej oczyszczenia lub złagodzenia niepożądanych zmian (wypryski, podrażnienia itp.). Można go stosować także jako zabieg wstępny przed głębszym oczyszczaniem skóry.
Do naczynia wlewa się gorącą wodę lub napar ziołowy (np. z rumianku) i trzyma się nad nim twarz przez kilka minut. Głowę wraz z naczyniem nakrywa się ręcznikiem, aby para nie ulatniała się. Gorące opary rozszerzają pory skórne, a dodatek ziół działa dezynfekująco.